# 九州王朝说
九州王朝说，係日本著名历史学家古田武彦提出的一个假说：在奈良地方的大和朝廷兴起的同时，在北九州地区还存在一个与之对立的国家，即通称的倭国，这个倭国很可能就是最早与中国建交日本列岛上的国家。一部分历史学家认为它就是邪马台国。
在古田武彦的假说中，从1世纪到7世纪代表日本的是倭王朝，即邪马台王朝。其都城在大宰府。古田武彦认为，倭国也可称为邪马台国，是九州王朝的前身。从与汉朝通交存续到7世纪，并顺利通过了大和王权的打压，但在663年（天智3年）白江口之战中失败而灭亡。該学说认为倭五王即九州王朝上的君主。
二战后在長沼贤海的帮助下，逐渐实现学说的体系化。但其他九州王朝论述者也提出不同的九州王朝情节，甚至出现了自相矛盾的说法。

## 主要論述
《日本书纪》、《古事记》中大部分内容都是后来大和朝廷盗用九州王朝的历史。从公元一世纪与汉朝通交开始，日本最具代表性的政府一直都是九州倭国王朝。
公元1世纪，以博多湾附近的倭国开始逐渐形成，其统治的领域包括整个北部九州。根据中国史书《三国志》记载，一部分史学家推测，邪马台国（异称邪马壹国）是以福冈平原为中心的国家，其人口总数高达两万户。
而《日本书纪》和《古事记》有明显的记载不实，考虑到从隋唐时期，日本的汉风风潮的兴起，卑弥呼很可能是瓮依美香比姬，而壹与则称为「ゐよ」。而根据日本神话，九州王朝的出现，非常符合后来神武东征，在畿内创立政权。因此该学说受到广泛支持。
五倭王赞、珍、济、兴、武，應該都是九州王朝的国王，而筑紫君磐井應該也是国王。九州王朝有独立的年号。
白江口之战中，总指挥官是九州王朝的天皇“筑紫君薩夜麻”，被唐军逮捕。倭国战败之后，据一部分野史的记载，唐军曾将军队派往九州。因此，代表日本的九州王朝的权威消失殆尽。
太宰府是倭国的首都，其名稱为藤原京。從倭京元年（618年）到九州王朝的灭亡为止。都是日本最繁华的都市。
“壬申之乱”，基本上是以九州为舞台。吉野是佐贺县吉野里遗跡的吉野，倭京是飞鸟宫大宰府，大津宮也不是在近江，而是在肥後的大津。
“大化改新”是在九州藤原京中发生的事件，也是畿内大和豪族和中臣鎌足（藤原不比等）篡夺在九州倭国的天皇，以下克上的政变。
当倭国和朝鲜三国断交后，藤原不比等灭亡了九州王朝的后裔，并拥立傀儡，成功掌权。